# Figulus anthracinus
Figulus anthracinus là một loài bọ cánh cứng trong họ Lucanidae. Loài này được Klug mô tả khoa học năm 1833.